# Dennis Jackson
Dennis Ray Jackson (Birmingham, 8 marzo 1932 – 20 marzo 2014) è stato un calciatore inglese, di ruolo difensore.

## Caratteristiche tecniche
Era un difensore centrale.

## Carriera
Inizia la carriera giocando a livello semiprofessionistico con l'Hednesford Town per poi diventare professionista nel 1953, all'età di 21 anni, con l'Aston Villa, club della prima divisione inglese; dopo un triennio trascorso con le riserve fa il suo effettivo esordio in prima squadra nella stagione 1956-1957, in cui vince la FA Cup e disputa 2 partite nella prima divisione inglese; gioca poi una partita anche nella stagione 1957-1958 e 5 partite nella stagione 1958-1959, terminata con una retrocessione in seconda divisione.
Nell'estate del 1959 si trasferisce ai londinesi del Millwall, in quarta divisione; rimane ai Lions per due stagioni consecutive, entrambe trascorse in questa categoria ed entrambe giocando da titolare fisso: in due anni, infatti, gioca in totale 80 partite di campionato. Va infine a chiudere la carriera con i semiprofessionisti del Rugby Town.
In carriera ha giocato in tutto 88 partite nei campionati della Football League.

## Palmarès

### Club

#### Competizioni nazionali
- Coppa d'Inghilterra: 1

Aston Villa: 1956-1957